# Нові ліві
Нові ліві — напрямок в політиці, який ототожнює себе з лівою ідеєю, але протиставляє себе традиційним компартіям та анархістам («старим лівим»). Виник у Західній Європі та США в 1960-х роках. Характеризується критикою історичної ролі пролетаріату та інституційних форм опору через травматичний досвід тоталітаризму. Суміжний з лівим лібералізмом і містить у собі елементи енвайронменталізму.
Висловлювали протест проти бездуховності «суспільства споживання», безликості масової культури, уніфікації людської особистості. Виступали за «демократію участі», свободу самовираження, нонконформізм. Почавши з ліволіберального ненасильницького протесту, до кінця десятиліття активісти нових лівих розділились — частина із них інституціоналізувалась, частина перейшла до ліворадикальних гасел та політичного екстремізму.
Брали участь у всіх масових рухах «бурхливих 60-х» — за університетські свободи, громадянські права чорних та інших меншин (в США), але наймасовіший характер проявився в русі проти війни у В'єтнамі.
До початку 1970-х років у русі настала ідейна криза, а з закінченням війни у В'єтнамі він остаточно зійшов нанівець, залишивши глибокий слід у свідомості покоління післявоєнного «бебі-буму». Різні ідеї нових лівих так чи інакше вплинули на деякі традиційні ліві рухи (троцькістів, маоїстів, анархістів і т. д.). Рух нових лівих суттєво вплинув на становлення «зелених» партій у Західній Європі, а також ліворадикального тероризму 1970-х років (Фракція Червоної Армії у ФРН, Червоні бригади в Італії і т. д.).

## Представники «нових лівих»
- Тарік Алі
- Перрі Андерсон
- Рудольф Баро
- Реймонд Вільямс
- Карл Д. Вольф
- Давид Горовіц
- Андре Ґорц
- Режіс Дебре
- Анджела Девіс
- Майк Девіс
- Руді Дучке
- Елдридж Клівер
- Даніель Кон-Бендіт
- Ульріка Майнхоф
- Карл Оглесбі
- Марк Радд
- Джеррі Рубін
- Маріо Савіо
- Е. П. Томпсон
- Том Хейден
- Еббі Хоффман
- Ноам Чомскі

## Вплинули на «нових лівих»
- Ернесто Че Гевара
- Антоніо Ґрамші
- Карл Корш
- Дьйордь Лукач
- Мао Цзедун
- Герберт Маркузе
- Жан-Поль Сартр
- Франц Фанон
- Еріх Фромм

### Твори «нових лівих»
- Режіс Дебре. Деякі висновки на майбутнє (1967)
- Елдридж Клівер. Про ідеолоґію люмпенів (1972)
- Ульріка Майнгоф. Від протесту до спротиву (1968)
- Чарлз Райт Міллс. Лист «новим лівим» (1960)

### Про «нових лівих»
- Ісаак Дойчер. Марксизм і «нова лівиця» (1967)
- Герберт Маркузе. Поразка «нової лівиці»? (1975)
- Любомир Онишккевич. Сьогоднішня молодь і «Нова лівиця» (1979)
- Віктор Петруша. Режіс Дебре і «Революція в революції?» (2019)
- Александр Тарасов. 1968 год в свете нашего опыта (2008)(рос.)
- Роман Тиса. Андре Ґорц і прощання з пролєтаріятом (2020)
- Роман Тиса. Елдридж Клівер і революція люмпенів (2020)
- Роман Тиса. Рудольф Баро: комуніст проти «реального соціялізму» та «меґамашини» (2019)
- Paul Blackledge, "The New Left's renewal of Marxism" (2006)(англ.)